# Beariz
Beariz ist eine spanische Gemeinde (Concello) mit 949 Einwohnern (Stand: 2024) in der Provinz Ourense der Autonomen Gemeinschaft Galicien.

## Geografie
Beariz liegt am westlichen Rand der Provinz Ourense an der Grenze zur Provinz Pontevedra ca. 35 Kilometer nordwestlich der Provinzhauptstadt Ourense.
Umgeben wird Beariz von den sechs Nachbargemeinden:
| Forcarei (Pontevedra) | Lalín (Pontevedra)                          | O Irixo |
|                       | Kompassrose, die auf Nachbargemeinden zeigt |         |
| A Lama (Pontevedra)   | Avión                                       | Boborás |

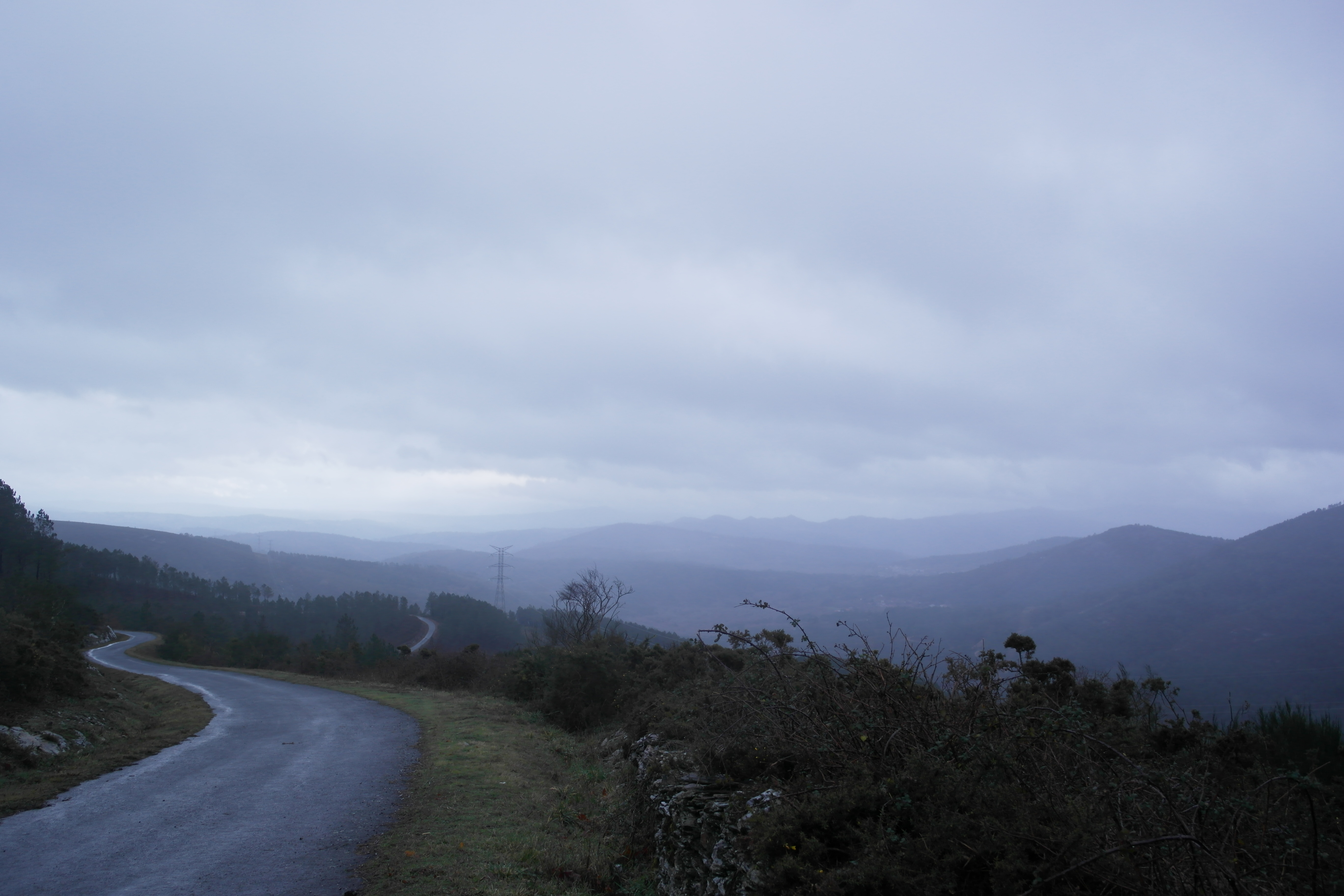
Landschaft in Beariz

Das Oberflächenprofil des Gemeindegebiets ist durchweg hügelig mit Erhebungen meist nicht über 900 m mit Ausnahme des Marcofán (936 m). Das Gebiet nördlich der Nationalstraße N-541 hingegen wird von den Montes do Testeiro von Südwest nach Nordost durchzogen. Der höchste Punkt hier ist der Daquela (931 m). Dieses Gebiet ist seit Februar 1999 als Schutzgebiet des Natura 2000-Netzes ausgewiesen.
Der Río Doade ou Cardelle entspringt in der Nachbargemeinde Avión und bildet größtenteils die natürliche Grenze zu Avión. Ansonsten ziehen sich meist trockenfallende Bäche durch das Gebiet der Gemeinde.

## Bevölkerungsentwicklung der Gemeinde
Quelle: INE-Archiv – grafische Aufarbeitung für Wikipedia
Nach einem Anwachsen der Gemeindegröße auf knapp 3000 Einwohner um 1940 sank die Zahl der Bevölkerung in der Folgezeit bis auf eine kurze Wachstumsperiode in den 1990er Jahren schließlich bis unter 1000.

## Gemeindegliederung
Die Gemeinde Beariz ist in drei Parroquias gegliedert:
| Parroquias | Patrozinium  | Einwohner 2024 | Fläche km² | Dichte Einw./km² | Höhe msnm | Ortskennzahl |
| ---------- | ------------ | -------------- | ---------- | ---------------- | --------- | ------------ |
| Beariz     | Santa María  | 611            | 27,50      | 22               | 613       | 32011010000  |
| Lebozán    | Santa Cruz   | 170            | 14,68      | 12               | 714       | 32011030000  |
| Xirazga    | San Salvador | 165            | 13,80      | 12               | 629       | 32011020000  |

Der Sitz der Gemeinde befindet sich in Beariz in der gleichnamigen Parroquia.

## Sehenswürdigkeiten
- Pfarrkirche Santa María de Beariz, 17. Jahrhundert
- Kapelle San Xoán de Magros
- Kapelle San Bartolomeu
- Mámoa in der Parroquia Xirazga
- Mühle von Ricovanca

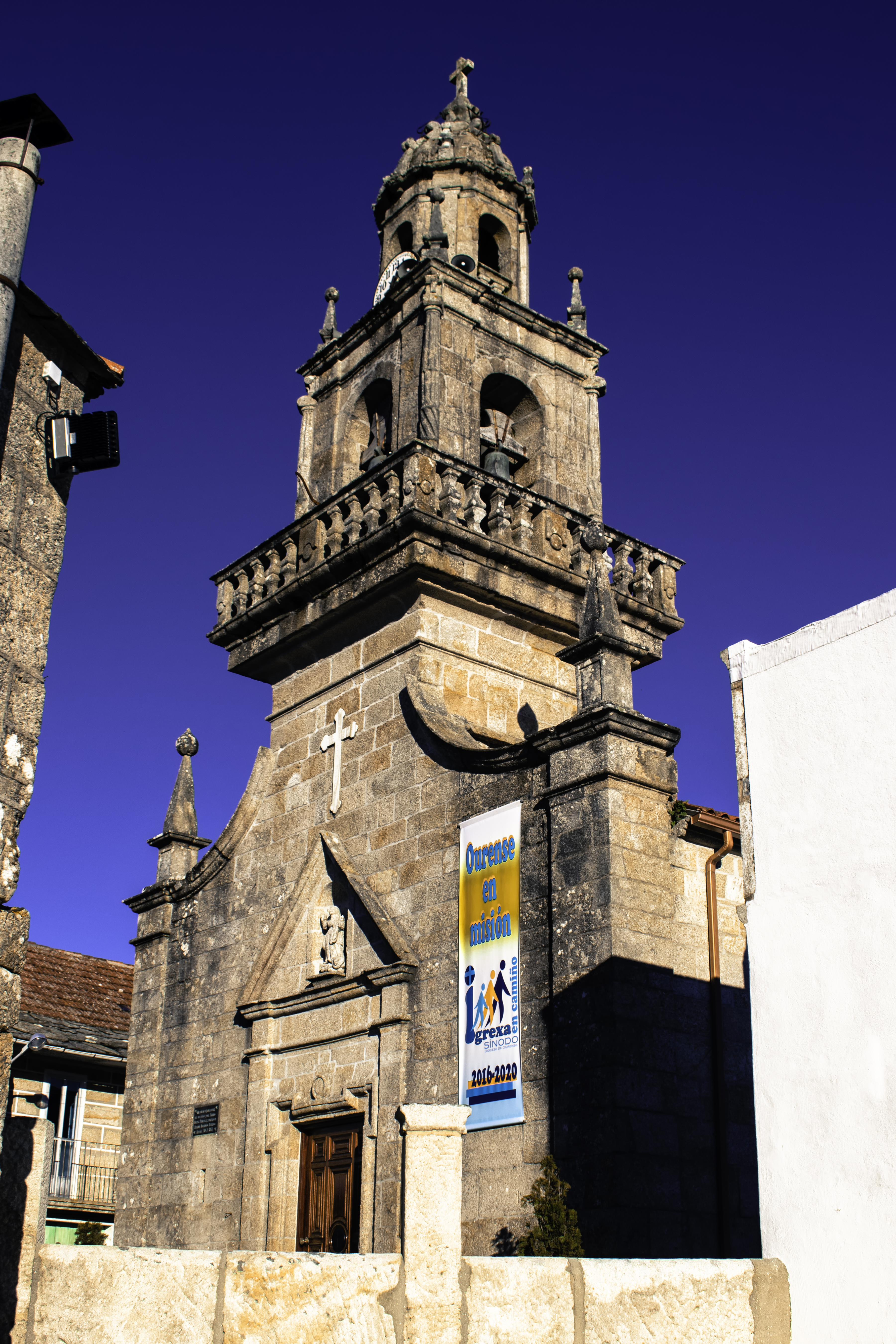
Pfarrkirche Santa María de Beariz
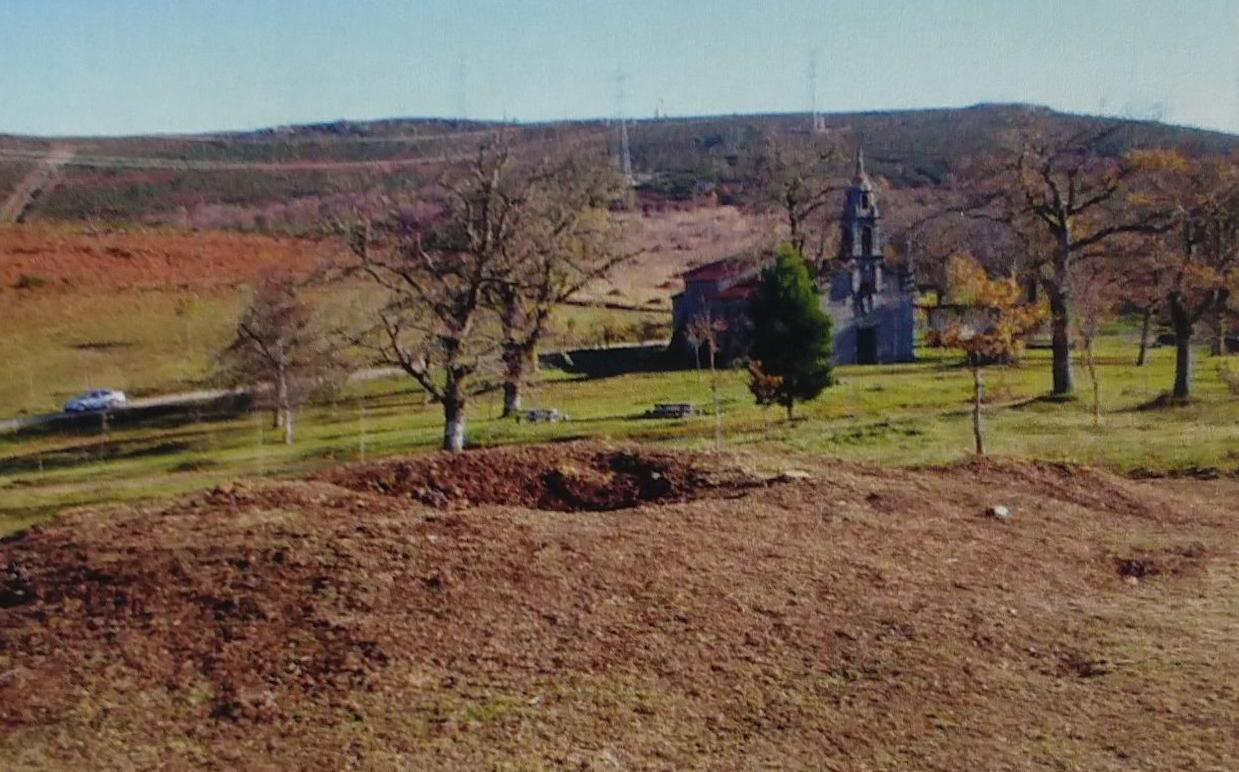
Mámoa in der Parroquia Xirazga
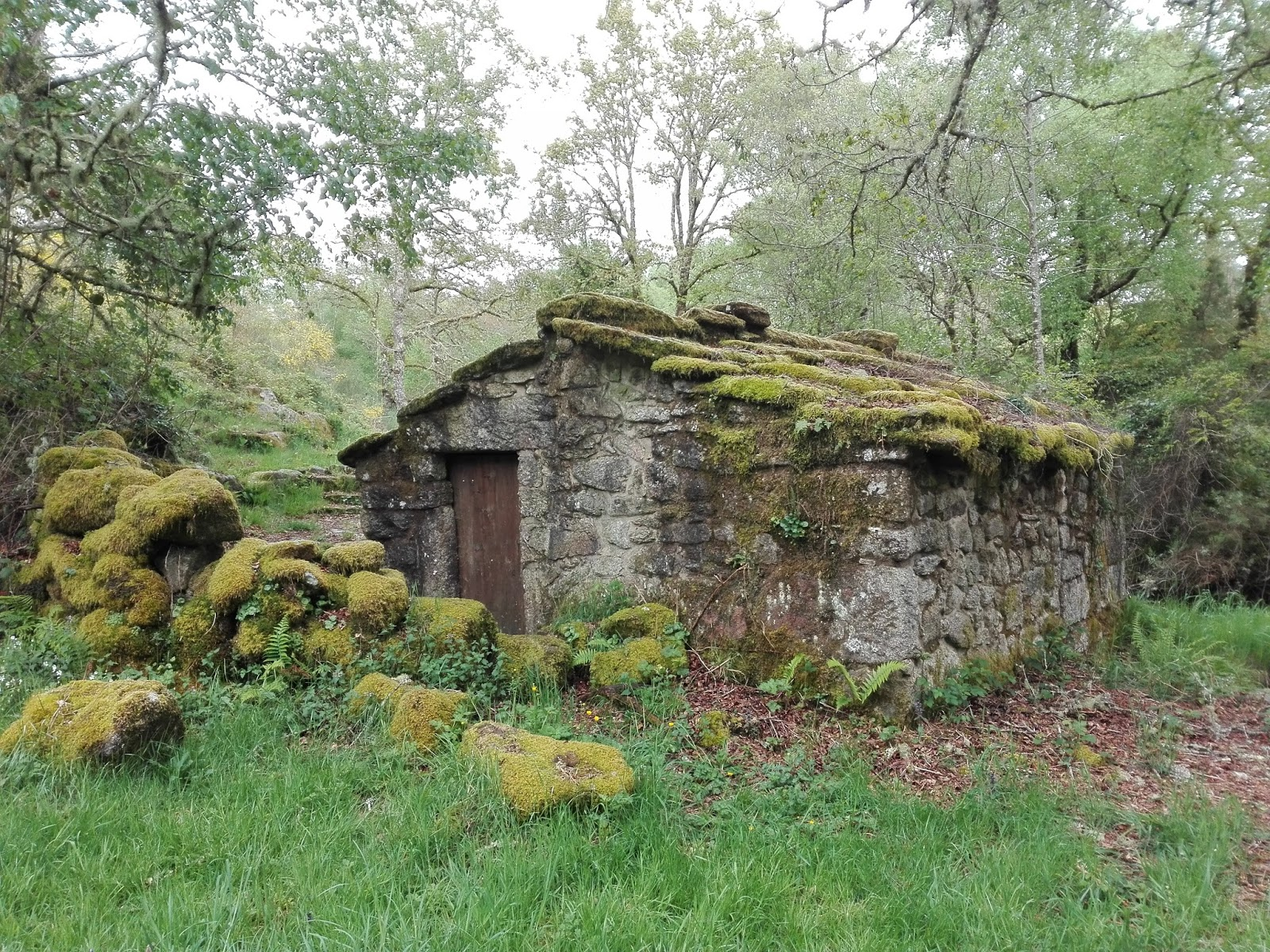
Mühle von Ricovanca, Parroquia Xirazga
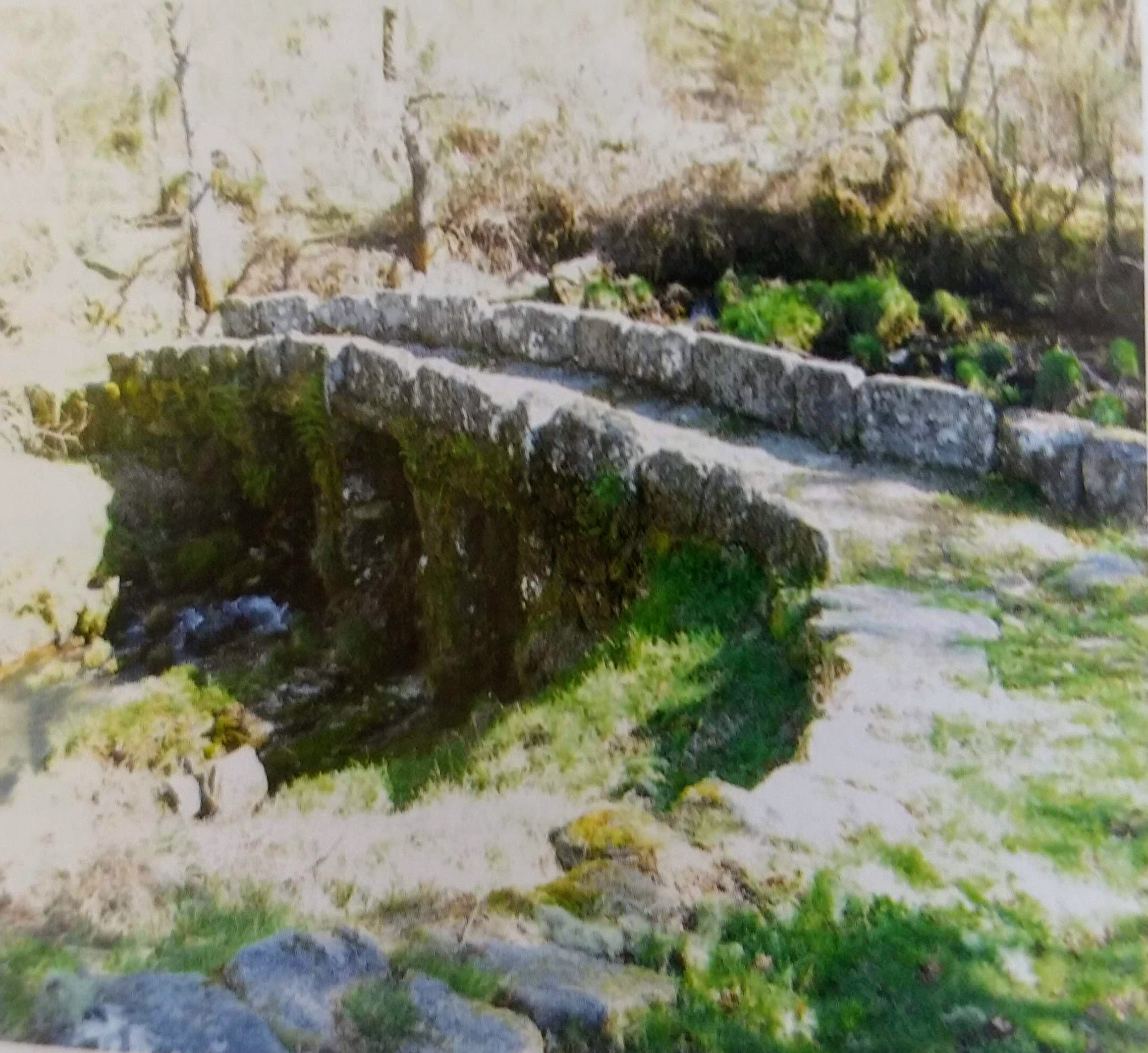
Brücke römischen Ursprungs in Ricovanca

## Wirtschaft
Die Gemeinde liegt im Weinbaugebiet des Ribeiro.
| Ackerbau, Viehzucht und Fischerei                                                  | 09  | 06,21  |
| Industrie                                                                          | 017 | 011,72 |
| Bauwirtschaft                                                                      | 014 | 09,66  |
| Dienstleistungsbetriebe                                                            | 105 | 072,41 |
| Total                                                                              | 145 | 100,00 |
| * Daten aus dem Statistischen Amt für Wirtschaftliche Entwicklung in Galicien, IGE |     |        |

## Verkehr
Die Nationalstraße N-541 durchquert den nördlichen Teil des Gemeindegebiets. Sie führt von Punxín nahe Ourense nach Pontevedra an der Westküste Galiciens.